# مفتاح تبديل رسم

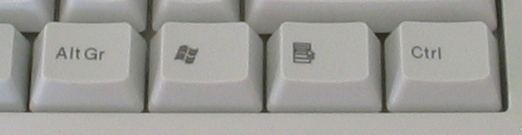
مفتاح AltGr ظاهراً في لوحة المفاتيح الأول على يمين مفتاح المسافة. (تحتوي بعض لوحات المفاتيح على مفتاح Alt آخر هنا).

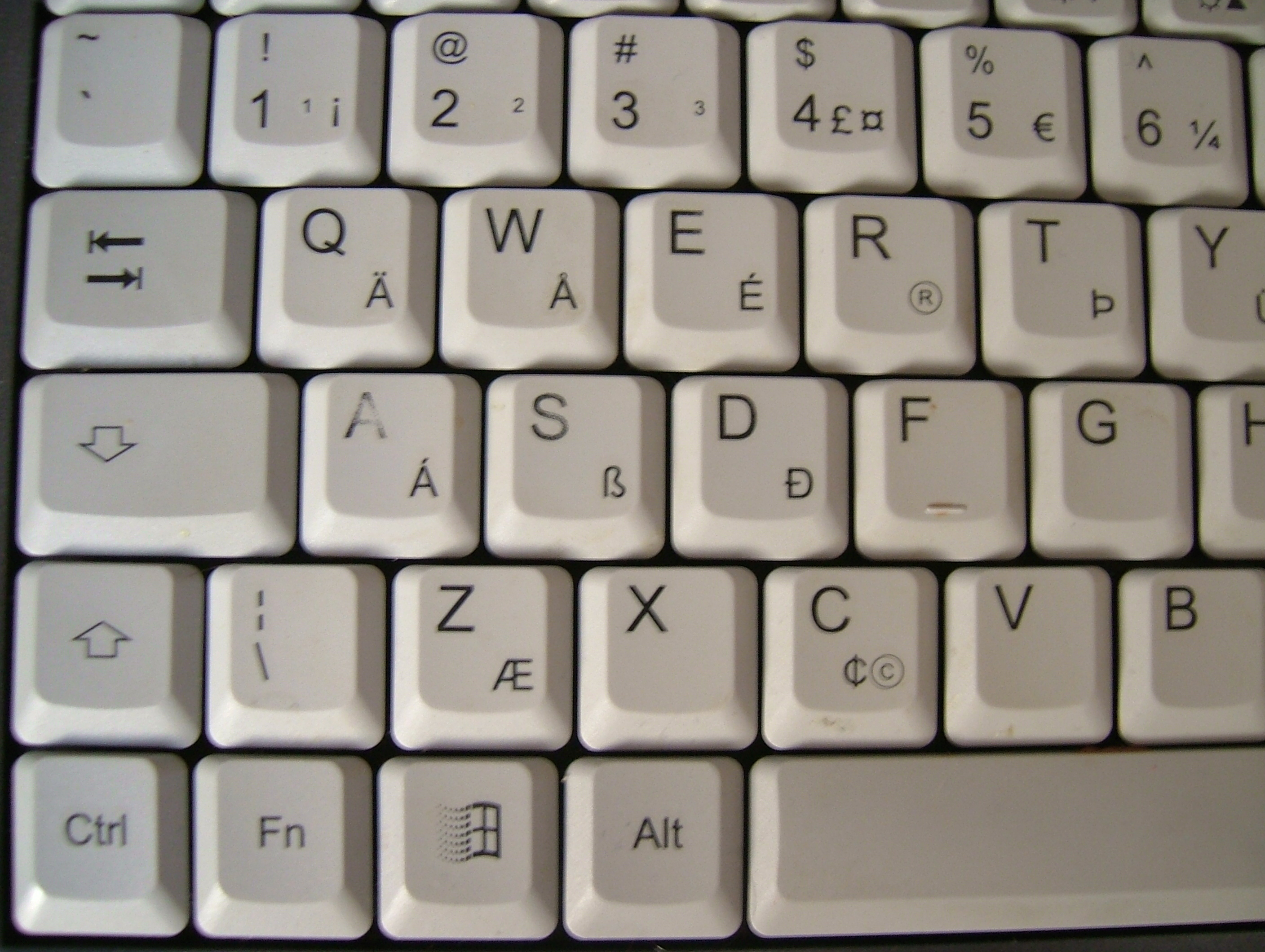
لوحة مفاتيح تحوي نقوشاً إضافيةً تُظهر الأحرف المكتوبة عند الضغط باستمرار على AltGr. (لا يظهر مفتاح AltGr ، الموجود مباشرة على يمين مفتاح المسافة في هذه الصورة)

مفتاح تبديل الرسم (بالإنجليزية: AltGr)‏ هو مفتاح تعديل في العديد من لوحات مفاتيح الكمبيوتر. غالباً ما يحل بدلاً من مفتاح Alt الثاني الموجود في لوحات المفاتيح الأمريكية.يُستخدم مفتاح تبديل الرسم أساساً لكتابة الأحرف التي لا تُستخدم بانتشار في المنطقة التي تُباع فيه، كرموز العملات الأجنبية وعلامات الطباعة. على لوحة مفاتيح كمبيوتر المتوافقة مع الويندوز ، يحل مفتاح تبديل الرسم ، عند وجوده، محل مفتاح Alt الأيمن. ويعمل المفتاح في هذا الموقع وظيفة مفتاح تبديل الرسم فقط إذا اختير تخطيط لوحة مفاتيح باستخدام مفتاح تبديل الرسم في نظام التشغيل. في نظام macOS ، يحتوي مفتاح الخيارات على وظائف مشابهة لمفتاح تبديل الرسم.
يُستخدم مفتاح تبديل الرسم مثابة مفتاح تبديل Shift إضافي ، لتوفير حرف ثالث ورابع (عند الضغط على مفتاح Shift أيضًا) لمعظم المفاتيح

## تاريخ
تنص شركة IBM على أن AltGr هو اختصار لكلمة Alternate graphic والتي تعني الرسم البديل.